# Spoorlijn Wolfenbüttel - Oschersleben
De spoorlijn Wolfenbüttel - Oschersleben is een spoorlijn in Duitsland tussen Wolfenbüttel, Jerxheim en Oschersleben in de deelstaten Nedersaksen en Saksen-Anhalt. De lijn bestaat onder het nummer DB 1942 uit twee delen, namelijk Wolfenbüttel – Jerxheim en Jerxheim – Oschersleben. Het trajectdeel Wolfenbüttel – Jerxheim wordt ook wel Südelmbahn genoemd.

## Geschiedenis

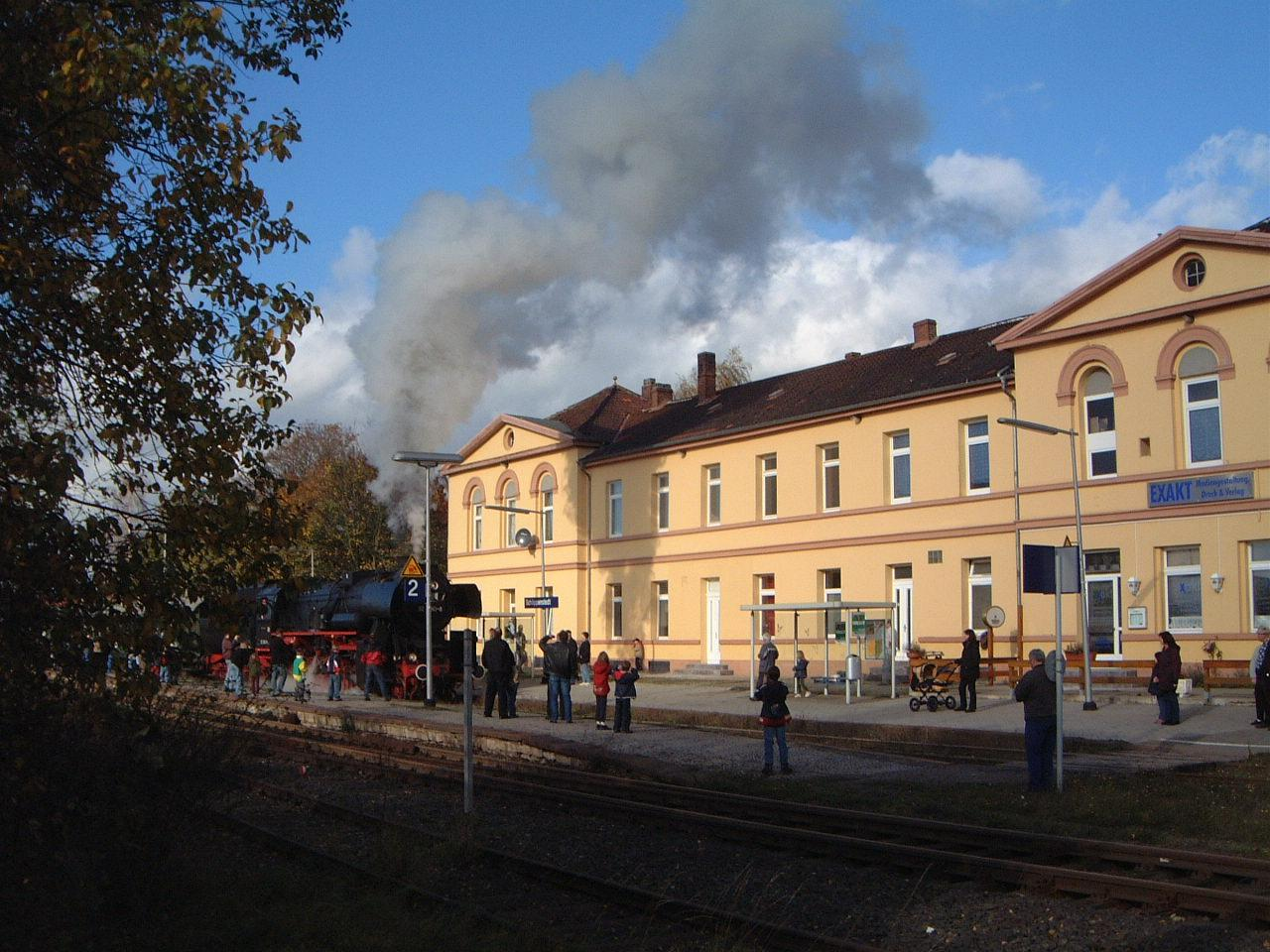
Stoomtrein in station Schöppenstedt toen nog doorgereden kon worden naar Helmstedt (2005)

Op 10 juli 1843 werd de spoorlijn geopend door de Herzoglich Braunschweigische Eisenbahn, die tot 1871 onderdeel was van de kortste verbinding tussen Hannover en Berlijn. Hierdoor reden er in het begin vele langeafstandstreinen, waaronder ook een aantal D-treinen.
In 1844 vond er een spoorwegongeval in Jerxheim plaats. Een trein in de richting van Braunschweig ontspoorde waardoor er enkele reizigers gewond raakten.
In 1868 werd er de spoorlijn tussen Börßum en Jerxheim geopend, waardoor er een kortere verbinding ontstond tussen Göttingen, Kassel en Frankfurt am Main.
Door de opening van de spoorlijn Berlijn - Lehrte in 1871 en de directe verbinding tussen Braunschweig en Maagdenburg in 1872 verloor de spoorlijn zijn bovenregionaal belang. De lijn werd sindsdien voornamelijk gebruikt voor goederenverkeer.
In 1922 werd er besloten om een spooraansluiting van station Gunsleben naar de suikerfabriek in Aderstedt te bouwen. Het 2,8 kilometer lange spoor werd een jaar later geopend.
De Duitse deling trof ook deze spoorlijn en het deel tussen Jerxheim en Gunsleben werd door het IJzeren Gordijn onderbroken. De laatste planmatige trein reed op 30 juni 1945. De exploitatie tussen Oschersleben en Gunsleben liep terug naar vier tot zes stoptreinen per dag. Aan de westzijde van de grens bleef de Wolfenbütten – Jerxheim en verder naar Helmstedt over. Ondanks de kleine reizigersaantallen hield de politiek deze verbinding in stand.
Het overgebleven trajectdeel tussen Gunsleben en Oschersleben werd om "technische redenen" gesloten voor het treinverkeer op 30 mei 1992. In 1993 werd nog treinvervangend busvervoer ingezet. Het spoor werd nooit meer gerepareerd en uiteindelijk gedemonteerd.
Tot december 2006 reed er een Regionalbahn-lijn tussen Braunschweig – Schöningen – Helmstedt van maandag tot en met zaterdag elke twee uur met extra treinen in de spits. De dienstregeling van 2007 zorgde voor een verdere uitdunning van de treindienst tussen Schöppenstedt en Helmstedt tot zes treinparen per dag. In december van 2007 werd deze verbinding opgeheven.
Voor het trajectdeel van Braunschweig naar Schöppenstedt waren er concrete plannen om deze te verbinden met het netwerk van de geplande RegioStadtBahn Braunschweig. Daarbij zouden enige stations en haltes nieuw gebouwd worden en de frequentie zou verhoogd worden. De geplande lijn zou met dieselhybride trams worden geëxploiteerd, deze zouden doorrijden naar Meine en via de tramsporen door de binnenstad van Braunschweig rijden. In het OV-Plan was ook een verlenging naar Schöningen voorzien. Het gehele plan zou oorspronkelijk op december 2014 ingaan. In het jaar 2010 mislukte het plan, doordat de gestegen kosten van het materieel te hoog was om het concept economisch haalbaar te maken. Om de lijnen toch aantrekkelijker te maken zonder de regiotram, kwam het Samenwerkingsverband Regio Braunschweig met het plan: "Regionalbahnkonzeptes 2014+". Hierin waren moderne treinen voorzien en een verbeterd aanbod van de Regionalbahn-lijn Braunschweig-Schöppenstedt.
In Schöppenstedt is een gecombineerd perron voor bus en trein voorzien, hierdoor kan de overstaptijd en -afstand tussen beide modaliteiten flink verkort worden.

## Verbindingen
Sinds december 2007 wordt alleen het deel tussen Wolfenbüttel en Schöppenstedt nog dagelijks door treinen bereden. De exploitatie van de lijn is in handen van DB Regio Nord. Hiervoor worden sinds december 2014 LINT 41 dieseltreinstellen gebruikt. Daarvoor reden er treinen van het type Baureihe 628.
| Serie | Treinsoort                   | Route                                           | Bijzonderheden                  |
| ----- | ---------------------------- | ----------------------------------------------- | ------------------------------- |
| RB 45 | Regionalbahn (DB Regio Nord) | Braunschweig Hbf – Wolfenbüttel – Schöppenstedt | 1x per twee uur in het weekend. |

## Aansluitingen
In de volgende plaatsen is of was er een aansluiting op de volgende spoorlijnen:
Wolfenbüttel
DB 1901, spoorlijn tussen Braunschweig en Bad Harzburg
DB 1921, spoorlijn tussen Groß Gleidingen en Wolfenbüttel
DB 1927, spoorlijn tussen Hoheweg en Wolfenbüttel
Wendessen
lijn tussen Mattierzoll en Braunschweig Nordost
Jerxheim
DB 1940, spoorlijn tussen Helmstedt en Holzminden
DB 1943, spoorlijn tussen Jerxheim en Nienhagen
Oschersleben
DB 6404, spoorlijn tussen Maagdenburg en Halberstadt
lijn tussen Oschersleben en Schöningen